# Daniel Rafaelić
Daniel Rafaelić (Bitola, 1977.) je hrvatski povjesničar filma, redatelj, pisac i glumac.

## Životopis
Rođen je 1977. godine u Makedoniji. Osnovnu i srednju školu završio je u Zagrebu. Na Filozofskom fakultetu u Zagrebu diplomirao je povijest. Radio je u Hrvatskoj kinoteci kao filmolog - arhivist. Istražuje domaću i svjetsku povijest filma. U katalozima filmskih arhiva u Beču i Berlinu pronašao je filmove Oktavijana Miletića Kroatisaches Baurenleben (1943.) i Agram, die Hauptstadt Kroatiens (1944). Suradnik je na Akademiji dramske umjetnosti, Filozofskom fakultetu u Zagrebu i Sveučilištu VERN.

## Djela (izbor)
- Kinematografija u NDH (2013.)

## Filmografija

### Filmske uloge
- "Happy End: Glup i gluplji 3" kao tip s idejom (2018.)
- "Sretni završeci" kao referent #1 (2014.)
- "Oproštaj" (2013.)

### Ostalo
- "Druga strana Wellesa" - redatelj i pisac (2005.)

## Nagrade i priznanja
- 2010. nagrada Vjekoslav Majcen Hrvatskog društva filmskih kritičara za doprinos istraživanju hrvatske filmske baštine

## Vanjske poveznice
- Lovro Kralj, Daniel Rafaelić, Kinematografija u NDH, Časopis za povijest Zapadne Hrvatske, Vol.8, lipanj 2014.
- Daniel Rafaelić, Filmološko istraživanje u bečkom filmskom arhivu 2004., Arhivski vjesnik, No.47, travanj 2004.